# Collema peregrinum
Collema peregrinum är en lavart som beskrevs av Degel. Collema peregrinum ingår i släktet Collema och familjen Collemataceae.   Inga underarter finns listade i Catalogue of Life.